# مروثة

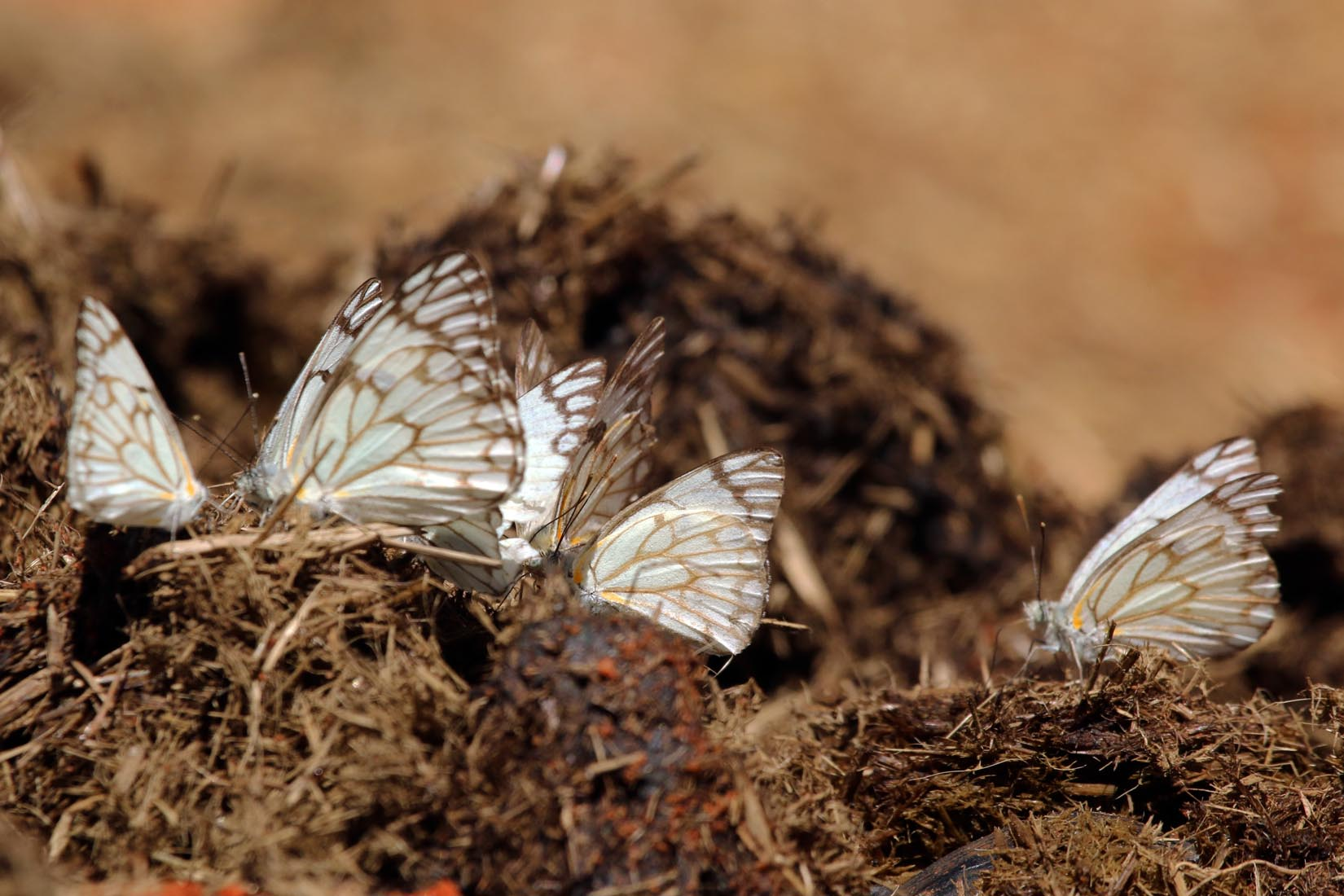
فراشات على مروثة الكركدن

المَرْوَثة أكوام من الروث تعود إليها الثدييات بشكل دوري وتتراكم.  تستخدم شكلًا من أشكال العلامة الإقليمية لمنطقة الحيوان. من المعروف أن مجموعة من الحيوانات تستخدمها بما في ذلك الظبي الصخري والوبر والكركدن.  تنجذب الحيوانات الأُخر إلى المراوث لمجموعة متنوعة من الأغراض مثل العثور على الطعام والعثور على القُرناء. بعض الأنواع مثل جنس خنفساء الروث Dicranocara في جنوب غرب إفريقيا تقضي دورة حياتها بأكملها مرتبطة المروثة.  تُستخدم المَرْوَثة في مجال علم النبات القديم والذي يعتمد على حقيقة أن كل نظام بيئي يتميز بنباتات معينة والتي بدورها تعمل مؤشرا مناخيًا. تعد المروثة مفيدة لأنها غالبًا ما تحتوي على حبوب اللقاح ما يعني أنه يمكن استخدام مستحاثاتها في علم النباتات القديمة للتعرف على المناخات الماضية.